# Курпевське (Мазовецьке воєводство)
Курпевське (пол. Kurpiewskie) — село в Польщі, у гміні Леліс Остроленцького повіту Мазовецького воєводства.
Населення — 250 осіб (2011).
У 1975-1998 роках село належало до Остроленцького воєводства.

## Демографія
Демографічна структура станом на 31 березня 2011 року:
|          | Загалом | Допрацездатний вік | Працездатний вік | Постпрацездатний вік |
| -------- | ------- | ------------------ | ---------------- | -------------------- |
| Чоловіки | 121     | 33                 | 78               | 10                   |
| Жінки    | 129     | 32                 | 75               | 22                   |
| Разом    | 250     | 65                 | 153              | 32                   |